# Europska konvencija o ljudskim pravima
Europska konvencija o ljudskim pravima - EKLJP (engl. European Convention on Human Rights - ECHR; fr. Convention européenne des droits de l'homme - CEDH) međunarodni je ugovor o zaštiti ljudskih prava i sloboda u Europi te je kao takav najstariji i najučinkovitiji sustav za zaštitu ljudskih prava u svijetu. Punim imenom Europska konvencija za zaštitu ljudskih prava i temeljnih sloboda (ETS br. 005) ↓1 potpisana je u Rimu 4. studenoga 1950. godine od strane dvanaest zemalja ↓2 članica novoosnovanog Vijeća Europe, ↓3 a na snagu je stupila 3. rujna 1953. godine. Postupno se nadopunjavala nekoliko puta dodavanjem protokola koji su nadopunili odredbe konvencije. Sve zemlje članice Vijeća Europe stranke su Konvencije te se od novih članica Vijeća zahtijeva njena ratifikacija. Hrvatska je Konvenciju i njene protokole ratificirala 5. studenoga 1997. godine postavši tako 40. zemlja koja je to učinila.
Konvencijom je ustanovljen Europski sud za ljudska prava u Strasbourgu (čl. 19.). Države potpisnice Konvencije obvezuju se da će se podvrgnuti konačnoj presudi Europskog suda u svakom sporu u kojem su stranke, a odgovornost za primjenu Konvencije uz Sud dijeli Odbor ministara koji je nadležan za nadzor nad izvršenjem presuda Europskog suda. Svaki pojedinac, skupina pojedinaca, tvrtka ili nevladina organizacija može se obratiti Sudu pod uvjetom da su iscrpljena sva domaća pravna sredstva.
Danas sustav Konvencije pokriva gotovo cijeli europski kontinent odnosno 47 država potpisnica (iznimke su Bjelorusija, Kazahstan i Vatikan) i obuhvaća više od 820 milijuna ljudi.

## Povijest
Europska konvencija o ljudskim pravima igrala je važnu ulogu u razvoju svijesti o ljudskim pravima u Europi. Razvoj regionalnog sustava zaštite ljudskih prava koji djeluje diljem Europe može se promatrati kao reakcija na dvije pojave. U razdoblju nakon Drugog svjetskog rata europske savezničke zemlje željele su spriječiti ponavljanje zločina iz nedavno završenog rata, kao i zaustaviti stvaranje diktatura u budućnosti. Riječima Pierre-Henri Teitgena:
S obzirom na tadašnju političku klimu u Europi (uspostavljanje komunističkih režima i pojava "željezne zavjese"), Konvencija je bila i odgovor na rast komunizma u srednjoj i istočnoj Europi. To dijelom objašnjava brojne reference na vrijednosti i principe koji su "nužni u demokratskom društvu" u tekstu Konvencije, unatoč činjenici da takvi principi nisu ni na koji način definirani u samoj Konvenciji.
Na Haškom kongresu održanom 1948. godine usvojena je rezolucija upućena narodima Europe za stvaranje političke i ekonomske unije, ali i za izradu "povelje o ljudskim pravima" i ustanovljavanje suda koji bi tu povelju provodio. Sljedeće godine, 5. svibnja 1949., u palači Saint James u Londonu osnovano je Vijeće Europe. U prvom poglavlju statuta ističe se kako je "cilj Vijeća Europe ostvariti veće jedinstvo između svojih članica radi očuvanja i promicanja ideala i načela koji su njihova zajednička baština i poticati njihov ekonomski i socijalni napredak" te kako će se "tom cilju težiti putem organa Vijeća, raspravljanjem pitanja od zajedničkog interesa, sklapanjem sporazuma i usvajanjem zajedničke akcije na ekonomskom, socijalnom, kulturnom, znanstvenom, pravnom i administrativnom polju, kao i očuvanjem i razvojem ljudskih prava i temeljnih sloboda". U čl. 3. ističe se kako "svaka članica Vijeća Europe priznaje načelo vladavine prava i načelo prema kojem svaka osoba pod njezinom jurisdikcijom mora uživati ljudska prava i temeljne slobode te se obvezuje da će iskreno i djelotvorno surađivati na postizanju cilja određenog u poglavlju I."
Savjetodavna skupština Vijeća svoj je prvi sastanak s temom izrade "povelje o ljudskim pravima" i uspostave suda koji bi je provodio održala u Strasbourgu u ljeto 1949. godine. Važnu ulogu u izradi buduće Konvencije imali su britanski zastupnik i odvjetnik Sir David Maxwell-Fyfe i francuski ministar Pierre-Henri Teitgen. U svom izvješću Skupštini Teitgen je predložio popis prava koje treba zaštititi (odabirući brojne iz Opće deklaracije o pravima čovjeka donesene 1948. godine u New Yorku) i definirajući kako bi pravosudni mehanizam mogao raditi. Nakon opsežne rasprave Skupština je uputila konačni prijedlog Vijeću ministara (Preporuka 38) koji je sazvao Skupinu pravnih stručnjaka da izrade samu Konvenciju.
Konvencija je izrađena tako da uključuje tradicionalni pristup osiguravanju "istinske političke demokracije" iz tradicija Velike Britanije, Francuske i drugih zemalja članica Vijeća Europe. Otvorena je za potpisivanje 4. studenoga 1950. u Rimu. Ratificirana je i stupila na snagu 3. rujna 1953. Nadgleda je i provodi Europski sud za ljudska prava u Strasbourgu te Vijeće Europe. Do proceduralne reforme krajem 1990-ih (Protokol br. 11), Konvenciju je nadzirala i Europska komisija za ljudska prava.

## Europski sud za ljudska prava
Europski sud za ljudska prava (ESLJP) ustanovljen je 21. siječnja 1959. godine, na temelju čl. 19. EKLJP-a. Prema Konvenciji, Sud mora osigurati poštovanje obveza koje su visoke ugovorne stranke preuzele Konvencijom i dodatnim protokolima. Stupanjem na snagu Protokola br. 11 Sud je postao stalna institucija zaštite ljudskih prava u Europi. Suci su potpuno neovisni o zemlji svog podrijetla i ne predstavljaju ni podnositelje zahtjeva ni države.
Sama Konvencija ne daje smjernice o tome kako Sud treba tumačiti njene odredbe. Važno obilježje prava navedenih u Konvenciji je da je većina njih izložena na način da se omogući njihova široka interpretacija. Neodređenost jezika ima za posljedicu nedostatak preciznog značenja ili određeni raspon primjene. Iz perspektive međunarodnog prava interpretacija Konvencije mora se voditi prema Bečkoj konvenciji (čl. 31. st. 1. propisuje da se "ugovor mora tumačiti u dobroj vjeri, prema uobičajenom smislu izraza iz ugovora u njihovu kontekstu i u svjetlu predmeta i svrhe ugovora"). Budući da Sud mora u svom postupanju osigurati djelotvornu zaštitu ljudskih prava i temeljnih sloboda, njegova je uloga da ispitujući slučaj i donoseći sudsku presudu odnosno odluku o prijateljskom rješenju u okviru svoje nadležnosti, tumači i neposredno primjenjuje Konvenciju. Sud je tako u slučaju Loizidou protiv Turske (1995.) naglasio da je "Konvencija živi instrument koji se mora tumačiti u svjetlu današnjih uvjeta što je čvrsto ukorijenjeno u sudskoj praksi Suda (...) Iz toga slijedi da se ove odredbe ne mogu tumačiti samo u skladu s namjerama njihovih autora koji su ih izrazili prije više od četrdeset godina". Ovakav rad Suda znatno je utjecao (i još uvijek utječe) na rad svih, a pogotovo ustavnih sudova zemalja potpisnica, u razvoju kvalitete pružanja zaštite ljudskih prava i temeljnih sloboda.

## Sadržaj
Konvencija se sastoji od tri dijela. Glavni dio, koji se bavi građanskim i političkim pravima i slobodama, sadržan je u Odjeljku I (čl. 2. – 18.).  Odjeljak II (čl. 19. – 51.) sadrži odredbe o Sudu i pravilima njegovog rada. Odjeljak III sadrži razne završne odredbe. Mnogi od članaka u Odjeljku I ustrojeni su u dva stavka: u prvome se postavlja osnovno pravo ili sloboda, a drugi sadrži različita isključenja, iznimke ili ograničenja na osnovno pravo.

### Članak 1. Obveza na poštovanje ljudskih prava
Uvodni članak 1. obvezuje potpisnice da osiguraju prava i slobode iz drugih članaka Konvencije "u okviru svojih nadležnosti". U iznimnim slučajevima, "nadležnost" ne mora biti ograničena na vlastitom teritoriju, već se obveza osiguranja prava i sloboda iz Konvencije proširuje i na stranom teritoriju nad kojim država ima kontrolu (slučaj Loizidou protiv Turske).

### Članak 2. Pravo na život
Članak 2. štiti pravo svake osobe na vlastiti život, a glavni fokus jest oduzimanje života od strane službenih osoba.
Konvencija ne pruža detaljne smjernice glede pitanja kada započinje život. Tako je u slučaju Vo protiv Francuske (2004.) Sud odbio produljiti pravo na život na nerođeno dijete, navodeći da "kako stvari stoje, niti je poželjno, niti moguće odgovoriti na pitanje da li je nerođeno dijete osoba u smislu članka 2. Konvencije".
Prvi stavak članka 2. sadrži iznimku za zakonita izvršenja smrtne kazne, ali ona je ukinuta Protokolom 13. Trenutno su sve članice Vijeća Europe ratificirale Protokol 13 osim Armenije (potpisala, ali nije ratificirala), Rusije i Azerbajdžana (nisu ga potpisali).
Drugi stavak članka propisuje da smrt proizašla "iz upotrebe sile koja je bila nužno potrebna" pri obrani osobe od protupravnog nasilja, prilikom zakonitog uhićenja osumnjičenika ili bjegunca ili radi suzbijanja pobune ili ustanka nije u suprotnosti s člankom. Većina slučajeva kršenja ovog članka koji su završili pred Sudom uključivale su uporabu sile u kontekstu borbe protiv terorista. U slučaju McCann i ostali protiv Ujedinjenog Kraljevstva (1995.) Sud je ustvrdio da bi "antiterorističke operacije morale biti planirane i kontrolirane od strane državnih organa vlasti tako da se u najvećem mogućem stupnju smanji mogućnost uporabe smrtonosne sile".

### Članak 3. Zabrana mučenja
Članak 3. zabranjuje mučenje, nečovječno ili ponižavajuće postupanje ili kaznu, bez iznimki, čak i u najtežim okolnostima, kao npr. u borbi protiv terorizma ili zločina.
Sud je u slučaju Chahal protiv Ujedinjenog Kraljevstva (1996.) naglasio temeljnu prirodu članka 3. smatrajući da je zabrana postavljena u "apsolutnom smislu ... bez obzira na ponašanje žrtve". Sud je također presudio da država ne može deportirati ili izručiti pojedince koji bi mogli biti izloženi mučenju, nečovječnom ili ponižavajućem postupanju ili kazni u državi primateljici.
Sud je utvrdio da "mučenje" predstavlja "namjerno nečovječno postupanje koje uzrokuje vrlo ozbiljne i okrutne patnje". Također je utvrdio i razliku mučenja i drugih oblika ponašanja zabranjenog člankom 3., odnosno da ta razlika ovisi o okolnosti svake pojedine žrtve pa je prema tome nemoguće utvrditi pripada li određena vrsta postupanja uvijek u određenu kategoriju.
Sud također smatra da je Konvencija "živući instrument koji se mora tumačiti u svjetlu trenutnih uvjeta" i kako se "određene radnje koje su u prošlosti klasificirane kao nečovječno i ponižavajuće postupanje, a ne kao mučenje mogu ubuduće klasificirati na drugačiji način".

### Članak 4. Zabrana ropstva i prisilnog rada
Članak 4. zabranjuje ropstvo i prisilni rad, ali uz izuzetke gdje "prisilni rad" ne obuhvaća rad u okviru izdržavanja kazne, vojnu službu, rad u slučaju izvanrednog stanja (nepogode ili nesreće) i rad koji je dio "građanskih obveza".

### Članak 5. Pravo na slobodu i sigurnost
Članak 5. propisuje da svatko ima pravo na slobodu i osobnu sigurnost. Pravo na slobodu ograničeno je samo zakonitim uhićenjem ili pritvorom pod određenim okolnostima. Članak također određuje da uhićeni imaju pravo biti obaviješteni, na jeziku koji razumiju, o razlozima uhićenja i mogućoj optužbi, pravo na izlazak pred sud u najkraćem roku, kao i pravo odštete u slučaju uhićenja ili pritvaranja suprotnog odredbama članka.
Ovaj je članak posebno važan u kontekstu brojnih tražitelja azila. Sud je u slučaju Amuur protiv Francuske (1996.) utvrdio kako su "mnoge države članice posljednjih godine suočene sa sve većim brojem tražitelja azila. U tom smislu Sud je svjestan teškoća povezanih s prihvatom tražitelja azila u velikim europskim zračnim lukama kao i u postupku obrade njihovih zahtjeva za azilom. (...) Države članice imaju neosporno suvereno pravo kontrole ulaska i boravka stranaca na njihovom teritoriju." Iako članak 5. ne spominje trajanja i uvjete u kojima se provodi lišavanje slobode, Sud je odredio da budući "da se ta mjera ne primjenjuje na osobe koje su počinile kazneno djelo, već na strance koji su, često strahujući za vlastiti život, pobjegli iz zemlje svog porijekla, mjere i uvjeti provedbe takve mjere moraju biti primjereni."

### Članak 6. Pravo na pošteno suđenje
Članak 6. detaljno propisuje pravo na pošteno suđenje, uključujući pravo na javnu raspravu pred neovisnim i nepristranim sudom u razumnom roku, pretpostavku nevinosti (Svatko optužen za kazneno djelo smatrat će se nevinim sve dok mu se ne dokaže krivnja u skladu sa zakonom) i druga minimalna prava za optuženike (odgovarajuće vrijeme i mogućnost za pripremu svoje obrane, pristup branitelju, pravo na ispitivanje svjedoka, pravo na besplatnu pomoć tumača).
Pravo na pošteno suđenje jedno je od središnjih prava koja Konvencija štiti i upravo zato su se podnositelji zahtjeva pred Sudom najviše pozivali na članak 6. Važnost ovog članka Sud je potvrdio u slučaju Delcourt protiv Belgije (1970.) ocjenjujući da "u demokratskom društvu u smislu EKLJP-a, pravo na pošteno (pravično) provođenje pravde zadržava tako značajno mjesto da restriktivno tumačenje čl. 6 ne bi odgovaralo cilju i svrsi te odredbe."

### Članak 7. Nema kazne bez zakona
Članak 7. zabranjuje retroaktivnu kriminalizaciju djela ili propusta, odnosno u Konvenciju uključuje pravni princip nullum crimen, nulla poena sine lege. Nitko ne može biti proglašen krivim za kazneno djelo koje u trenutku počinjenja, po unutarnjem ili po međunarodnom pravu nisu bili predviđeni kao kazneno djelo. Također, ne može se odrediti teža kazna od one koja je bila primjenjiva u trenutku kada je kazneno djelo počinjeno.

### Članak 8. Pravo na poštovanje privatnog i obiteljskog života
Članak 8. određuje da "svatko ima pravo na poštovanje svoga privatnog i obiteljskog života, doma i dopisivanja" uz određena ograničenja koja su "u skladu sa zakonom" i "nužna u demokratskom društvu". Ovaj članak jasno utvrđuje zaštitu od nezakonitog zadiranja u privatnost ljudi, što je Sud potvrdio u slučaju Liberty i drugi protiv Ujedinjenog Kraljevstva (2008.). Također, članak obuhvaća "pozitivne obveze", pa je tako Sud protumačio pojam "pravo na 
poštovanje" kao nalaganje državi da poduzima pozitivne korake radi osiguranje zaštite uživanja prava odnosno da je "osnovna" svrha članka zaštita pojedinca/ke protiv arbitrarnog miješanja javnih vlasti. Međutim, on ne samo da primorava državu da se suzdrži od takvog miješanja, već osim te primarne negativne obveze, mogu postojati pozitivne obveze svojstvene učinkovitom "poštovanju" obiteljskog života."
Kroz pojedine slučajeve o kojima je odlučivao, Sud je utvrdio brojne segmente ljudskog života koji ulaze u okvir prava koja su zaštićena 
člankom 8. (npr. razni obiteljski odnosi, odnos između osoba bilo poslovne ili osobne prirode, mogućnost da osoba svoju seksualnost izrazi kao homoseksualnu bez straha od kaznenog progona ili otpuštanja s posla, prava osoba koje su prošle operaciju promjene spola, pristup osobnim podacima koje neka tijela javne vlasti imaju u svojoj evidenciji i korištenje tih podataka, nadzor telekomunikacija i presretanje dopisivanja itd.)

### Članak 9. Sloboda mišljenja, savjesti i vjeroispovjesti
Članak 9. određuje da svatko ima pravo na slobodu mišljenja, savjesti i vjeroispovijesti. To pravo uključuje slobodu da se promijeni vjeroispovijest ili uvjerenje te da se isti slobodno iskazuju bogoslužjem, poučavanjem, praktičnim vršenjem i obredima, uz određena ograničenja koja su "propisana zakonom" i "nužna u demokratskom društvu".

### Članak 10. Sloboda izražavanja
Članak 10. propisuje pravo na slobodu izražavanja koje podliježe određenim ograničenjima koja su "u skladu sa zakonom" i "nužna u demokratskom društvu". Ovo pravo uključuje slobodu mišljenja i slobodu primanja i širenja informacija i ideja bez miješanja javne vlasti, uz određena ograničenja (interes državne sigurnosti, teritorijalne cjelovitosti ili javnog reda i mira, sprječavanje nereda ili zločina, zaštita zdravlja ili morala, zaštita ugleda ili prava drugih, sprječavanje odavanja povjerljivih informacija ili očuvanje autoriteta i nepristranosti sudbene vlasti).
Odredba o "podvrgavanju režimu dozvola ustanova koje obavljaju djelatnosti radija ili televizije te kinematografsku djelatnost", odnosno pravo države za licenciranje medijske tvrtke, bila je uključena zbog ograničenog broja raspoloživih frekvencija i činjenici da je u to vrijeme većina europskih država imala monopol radija i televizije. U obrazloženju presude u slučaju Informationsverein Lentia i drugi protiv Austrije (1993.) Sud smatra da zbog "tehničkog napretka u posljednjih nekoliko desetljeća, opravdanje tih ograničenja ne može se naći u broju raspoloživih frekvencija i kanala." Sud tako javne monopole unutar audiovizualnih medija smatra suprotnima članku 10., u prvom redu zato što ne mogu osigurati veći broj izvora informacija.

### Članak 11. Sloboda okupljanja i udruživanja
Članak 11. štiti pravo na slobodu okupljanja i udruživanja, uključujući i pravo na osnivanje i pridruživanje sindikatima, pod određenim ograničenjima koja su "propisana zakonom" i "nužna u demokratskom društvu".

### Članak 12. Pravo na brak
Članak 12. utvrđuje pravo muškaraca i žena na stupanje u brak i osnivanje obitelji, u dobi za sklapanje braka i u skladu s domaćim zakonima.
Sud je do sada odbio provesti odredbe ovog članka na istospolne brakove, smatrajući da "brak ima duboko ukorijenjene društvene i kulturne konotacije koje se u velikoj mjeri mogu razlikovati od jednog društva do drugog". Nadalje, Sud ponavlja kako "ne smije žuriti sa zamjenom vlastite prosudbe s onom nacionalnih tijela, koja su u najboljoj poziciji procijeniti i odgovoriti na društvene potrebe", odnosno da državama treba prepustiti široku slobodu procjene u ovom području. U slučaju Schalk i Kopf protiv Austrije (2010.) Sud smatra (referirajući se na starije presude) da "članak 12. jamči tradicionalni koncept braka kao zajednice muškarca i žene. Sud je priznao da su neke od država ugovornica proširile brak na istospolne partnere, ali drži da to odražava njihovu vlastitu viziju uloge braka u njihovim društvima te da ona ne proizlazi iz tumačenja temeljnih prava kao što su to navele države ugovornice u Konvenciji iz 1950.", ali i da istospolne zajednice "treba razumjeti u okviru definicije "obitelji" i kao dio Konvencijom obuhvaćenog pojma "obiteljskog života", odnosno da su istospolne zajednice u "relevantno sličnoj situaciji kao i parovi različite seksualne orijentacije u pogledu njihove potrebe za pravnim priznanjem i zaštitom njihovih odnosa".
U slučaju Goodwin protiv Ujedinjenog Kraljevstva (2002.) Sud je presudio da zakon prema kojemu transseksualne osobe ne mogu službeno promijeniti spol nakon operacije krši članak 12. jer se prema njemu takve osobe ne mogu vjenčati s osobom suprotnog spola (nakon operacije). Ova je presuda promijenila raniju presudu u slučaju Rees protiv Ujedinjenog Kraljevstva.

### Članak 13. Pravo na djelotvoran pravni lijek
Članak 13. definira pravo na djelotvorna pravna sredstva pred domaćim vlastima zbog povrede prava zaštićenih Konvencijom. Cilj ove odredbe je povećanje sudske zaštite pojedinaca u slučajevima kršenja njihovih ljudskih prava. U tom smislu, pravo na djelotvorna pravna sredstva je bitan preduvjet za učinkovitu politiku ljudskih prava.

### Članak 14. Zabrana diskriminacije
Ovaj članak nije samostalno pravo jednakosti već zavisna odredba čije je područje primjene ograničeno na prava navedena u Konvenciji, pa prema tome, podnositelji zahtjeva moraju dokazati diskriminaciju u uživanju nekog konkretnog prava koje je zajamčeno negdje drugdje u Konvenciji (npr. diskriminacija na temelju spola (čl. 14.) u ostvarivanju prava na slobodu izražavanja (čl. 10.))
Definicija članka je široka jer zabranjuje diskriminaciju na temelju potencijalno neograničenog broja razloga. Izričito se zabranjuje diskriminacija na osnovi "spola, rase, boje kože, jezika, vjeroispovijesti, političkog ili drugog mišljenja, nacionalnog ili društvenog podrijetla, pripadnosti nacionalnoj manjini, imovine, rođenja ili druge okolnosti". Upravo ova "druga okolnost" omogućuje Sudu da zabranu proširi i na druge osnove koje nisu posebno navedene kao što je diskriminacija na temelju seksualne orijentacije, bračnog stanja, nezakonitosti, profesionalnog statusa, vojnog statusa i prigovora savjesti.
Protokol br. 12 proširio je zabranu diskriminacije u uživanju bilo kojeg prava ili povlastice u skladu s nacionalnim pravom, dakle i onih prava ili povlastica koje nisu navedeni u Konvenciji.

### Članak 15. Derogiranje u vrijeme izvanrednog stanja
Članak 15. omogućuje državama potpisnicama derogiranje nekih prava zajamčenih Konvencijom. Dopuštena derogiranja moraju ispuniti tri bitna uvjeta: mora postojati opasnost koja prijeti opstanku naroda (rat ili drugo izvanredno stanje), sve poduzete mjere moraju biti "u opsegu koji je strogo određen potrebama tih izvanrednih prilika" i ne smiju biti "nespojive s ostalim obvezama visoke ugovorne stranke po međunarodnom pravu". Osim ovih uvjeta, postavljena je i procedura da svaka ugovorna stranka mora obavijestiti tajnika Vijeća Europe o mjerama odstupanja, razlozima uvođenja tih mjera i o prestanku njihovih djelovanja.
Sud primjenjuje visoki stupanj nadzora u odlučivanju jesu li mjere derogacije "strogo određene potrebama izvanrednih prilika". Tako je u slučaju A. i drugi protiv Ujedinjenog Kraljevstva (2009.) Sud odbio tužbu koja je tvrdila da mjere koje je donijela britanska vlada kao odgovor na napade 11. rujna 2001. nisu bile valjane, ali je i obrazložio da su te mjere bile nesrazmjerne. Da bi derogacija bila valjana, izvanredno stanje mora: biti stvarno ili neposredno iako države ne moraju čekati da se opasnost dogodi; uključivati cijeli narod, iako se prijetnja ograničena na određenu regiju može tretirati kao opasna po život naroda u toj regiji; ugrožavati nastavak organiziranog života zajednice; biti toliko izuzetna da su ograničenja dopuštena Konvencijom očito nedovoljna.

### Članak 16. Ograničenja političke djelatnosti stranaca
Članak 16. omogućuje državama članicama ograničavanje političke djelatnost stranaca. Sud je u slučaju Piermont protiv Francuske (2005.) presudio da zemlje članice Europske unije ne mogu smatrati državljane drugih zemalja članica Europske unije strancima.

### Članak 17. Zabrana zloupotrebe prava
Članak 17. određuje da nitko ne može koristiti prava zajamčena Konvencijom da bi tražio ukidanje ili ograničavanje tih istih prava. To se odnosi npr. na slučajeve u kojima države pokušavaju ograničiti ljudsko pravo u ime nekog drugog ljudskog prava ili na slučajeve u kojima se pojedinci oslanjaju na ljudsko pravo da bi ugrozili druga ljudska prava. Tako je npr. Sud u slučaju Norwood protiv Ujedinjenog Kraljevstva (2003.) odbacio optužbu navodeći kako je"opća svrha članka 17. spriječiti pojedince ili grupe s totalitarnim ciljevima da iskorištavaju za vlastite interese načela koja su formulirana u Konvenciji. Sud, a prethodno i Europska komisija za ljudska prava, drži posebice da se sloboda izražavanja zajamčena člankom 10. Konvencije ne može pozivati u nekom smislu protivno članku 17."

### Članak 18. Granice primjene ograničenja prava
Članak 18. određuje da se bilo koja ograničenja prava predviđenih Konvencijom mogu koristiti samo u svrhu za koju su predviđeni, što znači da ograničavanje navedenih prava od strane države iz bilo kojeg razloga osim onog koji je naveden i dozvoljen Konvencijom predstavlja njeno kršenje. Slično članku 14, ovo je još jedna zavisna odredba. Sud je u slučaju Gusinskiy protiv Rusije (2004.) procijenio kako "članak 18. nema autonomnu ulogu. Može biti primijenjen samo zajedno s drugim člancima Konvencije. Može doći i do kršenja članka 18. u vezi s drugim člankom, iako ne postoji kršenje tog članka zasebno. Nadalje slijedi iz odredaba članka 18. da povreda može nastati kada su pravo ili sloboda podvrgnuti ograničenjima dozvoljenim Konvencijom.

## Protokoli
Do 2010. godine četrnaest je protokola Konvencije bilo otvoreno za potpisivanje. Protokoli se mogu podijeliti u dvije glavne skupine: oni o izmjenama i dopunama sustava Konvencije i oni koji proširuju prava koja mogu biti zaštićena. Prva skupina zahtijeva ratifikaciju svih država potpisnica prije stupanja na snagu, a druga samo određeni broj ratifikacija.

### Pregled protokola
| Protokol | ETS br. | Otvaranje ugovora   | Stupanje na snagu  | Sadržaj |
| -------- | ------- | ------------------- | ------------------ | --- |
| 1        | 009     | 20. ožujka 1952.    | 18. svibnja 1954.  | Uvodi se zaštita imovine, pravo na obrazovanje i pravo na slobodne izbore tajnim glasovanjem. |
| 2        | 044     | 6. svibnja 1963.    | 21. rujna 1970.    | Europski sud za ljudska prava dobiva nadležnost za davanje savjetodavnih mišljenja. |
| 3        | 045     | 6. svibnja 1963.    | 21. rujna 1970.    | Promjena članaka 29., 30. i 34. Konvencije. |
| 4        | 046     | 16. rujna 1963.     | 2. svibnja 1968.   | Uvode se zabrana lišavanja slobode dužnika, pravo na slobodu kretanja i izbora prebivališta, zabrana protjerivanja građana i zabrana kolektivnog protjerivanja stranaca. |
| 5        | 055     | 20. siječnja 1966.  | 20. prosinca 1971. | Promjena članaka 22. i 40. Konvencije |
| 6        | 114     | 28. travnja 1983.   | 1. ožujka 1985.    | Ukida se smrtna kazna (osim u iznimnim slučajevima) |
| 7        | 117     | 22. studenoga 1984. | 1. studenoga 1988. | Uvode se: pravo na proceduralna jamstva u protjerivanju stranaca, pravo na žalbu u kaznenim stvarima višem sudu, pravo na naknadu za nezakonite presude, pravo na neponavljanje pravnog postupka dva puta za istu stvar (ne bis in idem), jednaka prava i obveze između supružnika. |
| 8        | 118     | 19. ožujka 1985.    | 1. siječnja 1990.  | Europska komisija za ljudska prava dobiva mogućnost osnivanja vijeća, gdje se svaki sastoji od najmanje sedam članova, za ispitivanje pojedinačnih tužbi koje se mogu rješavati na temelju utvrđene sudske prakse ili koje ne utječu na tumačenja ili primjene Konvencije. Komisija može osnivati odbore, gdje se svaki sastoji od najmanje tri člana, s pravom da jednoglasnom odlukom proglasi tužbe nevažećima, kada se takva odluka može donijeti bez daljnjeg razmatranja. Ove se odredbe ne primjenjuju na tužbe koje podnose države. |
| 9        | 140     | 6. studenoga 1990.  | 1. listopada 1994. | Podnositelju tužbe pruža se pravo podnošenja predmeta Sudu u određenim okolnostima. (do donošenja ovog Protokola, Sud je slučajeve preuzimao samo na prijedlog Komisije ili države) |
| 10       | 146     | 25. ožujka 1992.    |                    | Poboljšanje postupaka nadzora Konvencije. (od stupanja na snagu Protokola br. 11 ovaj je Protokol izgubio svoju svrhu) |
| 11       | 155     | 11. svibnja 1994.   | 1. studenoga 1998. | Protokol koji je zamijenio Protokole br. 2, 3, 5, 8, 9 i 10 i koji je predstavio temeljnu promjenu mehanizma Konvencije. Ukinuta je Europska komisija za ljudska prava što je omogućilo pojedincima da se izravno obrate Sudu ↓4 kojemu je dana obvezna nadležnost (prije toga države su mogle ratificirati Konvenciju bez prihvaćanja nadležnosti Suda). Određeno je da se u većini slučajeva Sud sastoji od sedam članova. Odbor od tri suca može jednoglasnom odlukom o neosnovanosti odbaciti tužbu, a ako je proglasi osnovanom, Sud nastavlja s ispitivanjem slučaja s predstavnicima stranaka. Sud također može sa strankama surađivati u cilju postizanja prijateljskog rješenja. U roku od tri mjeseca od dana donošenja presude vijeća, svaka stranka spora može, u iznimnim slučajevima, zatražiti da se predmet uputi Velikom vijeću. Ako zahtjev bude prihvaćen, presuda Velikog vijeća postaje konačna. Protokol je također ukinuo pravosudne funkcije Odbora ministara, te je on sada nadležan za nadzor nad provođenjem odluka Suda. |
| 12       | 177     | 4. studenoga 2000.  | 1. travnja 2005.   | Promjena čl. 14. – Uvodi se opća zabrana diskriminacije i jamči se da nitko ne smije biti diskriminiran na bilo kojoj osnovi, od strane bilo kojeg javnog tijela. |
| 13       | 187     | 3. svibnja 2002.    | 1. srpnja 2003.    | Apsolutna zabrana smrtne kazne u svim okolnostima, uključujući i za zločine počinjene u vrijeme rata i neposredne ratne opasnosti. Nije dopuštena nikakva derogacija. |
| 14       | 194     | 13. svibnja 2004.   | 1. lipnja 2010.    | Protokol br. 14 donesen je u cilju smanjivanja opterećenja Suda i samim time poboljšanja njegove učinkovitosti, a između ostalog uvodi sljedeće važne promjene: - uvodi se sudac pojedinac (čl. 26. - Sud razmatra slučajeve koji su mu podneseni kao sudac pojedinac, u odborima od tri suca, u vijećima od sedam sudaca i velikom vijeću od sedamnaest sudaca.) - povećava se moć odbora od tri suca (čl. 28.) - uvodi se novi kriterij prihvatljivosti slučajeva (čl. 35., st. 3. - Sud će proglasiti nedopuštenim svaki pojedinačni zahtjev podnesen na temelju članka 34. ako: a) zahtjev smatra inkompatibilnim s odredbama Konvencije i dodatnih protokola, očito neosnovanim ili zloupotrebom prava na podnošenje zahtjeva, ili b) smatra da podnositelj nije pretrpio značajnu štetu, osim ako interesi poštovanja ljudskih prava zajamčenih Konvencijom i dodatnim protokolima traže ispitivanje osnovanosti zahtjeva te pod uvjetom da se na toj osnovi ne odbaci ni jedan slučaj koji nije propisno razmotren pred domaćim sudom. - suci se biraju na jedan mandat u trajanju od devet godina - Europskoj uniji je omogućeno pristupanje Konvenciji (čl. 59.) |
| 14bis    | 204     | 27. svibnja 2009.   | 1. listopada 2009. | "Prijelazni" protokol, ukinut stupanjem na snagu Protokola br. 14 |
| 15       | 213     | 24. lipnja 2013.    |                    | Protokolom br. 15 ponovo se želi povećati učinkovitost procesa: uvodi se načelo supsidijarnosti i doktrina slobodne procjene; kandidati za suce ne smiju biti stariji od 65 godina na dan kada Parlamentarna skupština izda zahtjev da joj se dostavi popis od tri kandidata; smanjuje se rok prijave predmeta Sudu sa šest mjeseci na četiri mjeseca; ukida se pravo stranaka na ulaganje prigovora ustupanju nadležnosti nad slučajem Velikom vijeću. Uvjet stupanja na snagu je ratifikacija svih stranaka Konvencije. |
| 16       | 214     | 2. listopada 2013.  |                    | Protokol br. 16 omogućuje najvišim sudovima jedne visoke ugovorne stranke (države) da zatraži od Europskog suda za ljudska prava davanje savjetodavnih mišljenja o načelnim pitanjima koja se odnose na tumačenje ili primjenu prava i sloboda definiranih u Konvenciji ili dodatnim protokolima. Uvjet stupanja na snagu je ratifikacija deset stranaka Konvencije. |

## Konvencija i RH
Republika Hrvatska ratificirala je Konvenciju i njene protokole 5. studenoga 1997. godine. ↓5 Time je priznala nadležnost Europskog suda za ljudska prava i obvezatnost njegovih presuda. Također, preuzela je i obvezu izvršavanja svih konačnih presuda u sporovima u kojima je tužena stranka. U sporovima pred Sudom Republiku Hrvatsku zastupa zastupnik kojeg imenuje Vlada. Ako Sud utvrdi da je došlo do povrede konvencijskih prava, za odgovornu državu nastaju dvije vrste obveza – pojedinačne i opće. Pojedinačne mjere donose se u korist podnositelja zahtjeva i njima se uklanjaju posljedice povrede ljudskih prava. Općim mjerama se sprječavaju buduće povrede ljudskih prava te se zaustavljaju kontinuirana kršenja, odnosno rješava se neki sistemski problem. Mjere predlaže Vlada u dogovoru s Odborom ministara Vijeća Europe. Središnje koordinacijsko tijelo za izvršenje presuda i odluka Europskog suda za ljudska prava u RH je Ured zastupnika Republike Hrvatske pred Europskim sudom za ljudska prava.
Od ratifikacije Konvencije 1997. do listopada 2012. Sud je donio ukupno 463 presude u kojima je tužena strana bila Republika Hrvatska, a u dosadašnjoj primjeni Konvencije u Republici Hrvatskoj kao najveći problem pojavila se primjena članka 6. (pravo na pošteno suđenje).

## Konvencija i EU
Europska unija nije stranka Konvencije, ali odredbe Lisabonskog ugovora daju pravni okvir za pristupanje Unije Konvenciji. Takvo bi pristupanje morale ratificirati sve zemlje članice EU, ali i odobriti sve zemlje potpisnice Konvencije.
U preambuli Povelje Europske unije o temeljnim pravima, koja je stupila na snagu Lisabonskim ugovorom između ostalog stoji kako Povelja potvrđuje "prava koja proistječu (...) iz Europske konvencije za zaštitu ljudskih prava i temeljnih sloboda (...) te iz prakse Europskoga suda za ljudska prava."
Ugovor o Europskoj uniji navodi kako "Unija priznaje prava, slobode i načela određena Poveljom Europske unije o temeljnim pravima (…), koja ima istu pravnu snagu kao Ugovori" te da "kao opća načela prava Zajednice Unija poštuje temeljna prava kako su zajamčena Europskom konvencijom za zaštitu ljudskih prava i temeljnih sloboda (...) te kako proizlaze iz ustavnih tradicija zajedničkih državama članicama."
Iako EU nije stranka Konvencije, sve zemlje članice su je ratificirale jer je to jedan od kriterija za pristup EU, dok s druge strane sve države potpisnice Konvencije nisu članice EU (npr. Norveška, Švicarska, Turska...).
Pravni temelj za pristupanje EU Konvenciji predviđen je čl. 59, st. 2. EKLJP-a ("Europska unija može pristupiti ovoj Konvenciji"), nakon stupanja na snagu Protokola br. 14. 2010. godine.